# کریستینا پدروچه

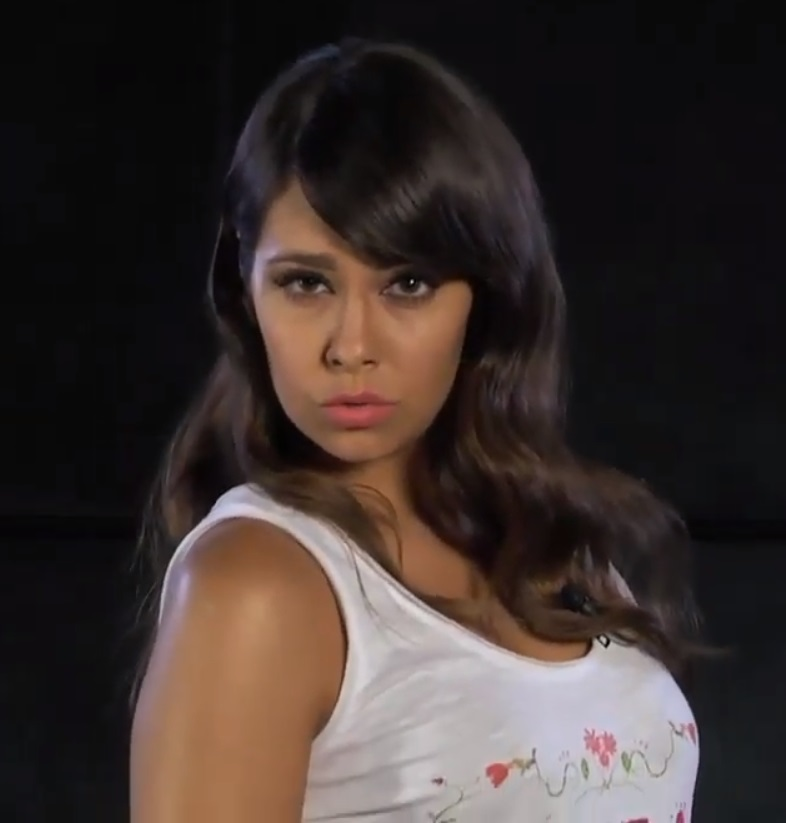

کریستینا پدروچه ناواس (مادرید، ۳۰ اکتبر ۱۹۸۸) مجری، گوینده، بازیگر و مدل اسپانیایی است. او در ۳۰ اکتبر ۱۹۸۸ در محله وایکانو انترویاس مادرید به دنیا آمد. او دارای مدارک مدیریت بازرگانی و دیپلم گردشگری از دانشگاه ری خوان کارلوس است. کریستینا در سال ۲۰۱۰ به جای پیلار روبیو به عنوان خبرنگار انتخاب و فعالیت حرفه ای خود را شروع کرد.